# Філатова Ірина Павлівна
Ірина Філатова — солістка українського поп-гурту «Аква Віта», солістка власного гурту, який виконував пісні в стилі роко-поп. Відома під прізвиськом «Філа».

## Життєпис
Народилася 3 листопада 1975 року в Улан-Уде. Батьки дали їй ім'я «Ірина» на честь російської фігуристки Ірини Родніної.
Згодом родина переїжджає у Кропивницький. З шести років Іринка займалася танцями, фігурним катанням та співала у хорі. Проте нещасний випадок (серйозне пошкодження ноги) закрив для дівчинки спорт такого класу. Ще з дитинства Іра захоплювалася музикою, співала у шкільному хорі, проте викладачка вирішила, що ця справа не для неї, бо Ірина співає не так, як усі й цим самим заважає іншим. Тож заняття в хорі їй довелося також залишити.
У 1993 році познайомилася з Ігорем Баланом — молодим виконавцем, який створив гурт з екзотичною назвою «Аква Віта». На той час він шукав вокалістку для свого гурту. Вона стала новою солісткою гурту і вже за кілька днів дует взяв участь у фіналі фестивалю «Червона рута 95», де гурт «Аква Віта» отримав нагороду «за оригінальний жіночий вокал». Це була перемога.
Після розпаду гурту «Аква Віта» Ірина створила свій гурт під назвою «Phila», у якому вона була вокалісткою. Було записано 5 пісень: «Кенгуру», «На кис-кис не ведись», «Звезды грустят с муравьями», «Заасфальтированая любовь», «Лети, не бойся». Автором багатьох пісень виступила сама Ірина Філатова. На пісню «Кенгуру» був відзнятий відеокліп. Та доля вирішила напрямок її життя направити в інший бік. Гурт «Phila» припинив своє існування у зв'язку з відсутністю спонсора.
До 2011 року працювала на борту авіалайнерів авіакомпанії «UM Air».
Наприкінці 2011 року пробувала свої сили у шоу «Голос країни», але не пройшла відбір наосліп через те, що судді набрали дуже багато учасників до наступного туру.
Влітку 2012 року пройшла кастинг шоу «Х-фактор», але на етапі «тренувальний табір» вибула з проєкту.

## Дискографія гурту «Phila»

#### Невидане
1. Кенгуру
2. На кис-кис не ведись
3. Звезды грустят с муравьями
4. Пуля-дура
5. Заасфальтированая любовь

#### Відеокліпи
1. Кенгуру